# Генрих Херфордский
Генрих Херфордский, или Хайнрих фон Херфорд (нем. Heinrich von Herford, лат. Henricus de Hervordia, или Henricus Herefordiensi; между 1300 и 1326, Херфорд — 9 октября 1370, Минден) — немецкий хронист и богослов, монах-доминиканец, автор «Книги достопамятных времён и событий» (лат. Liber de rebus et temporibus memorabilioribus).

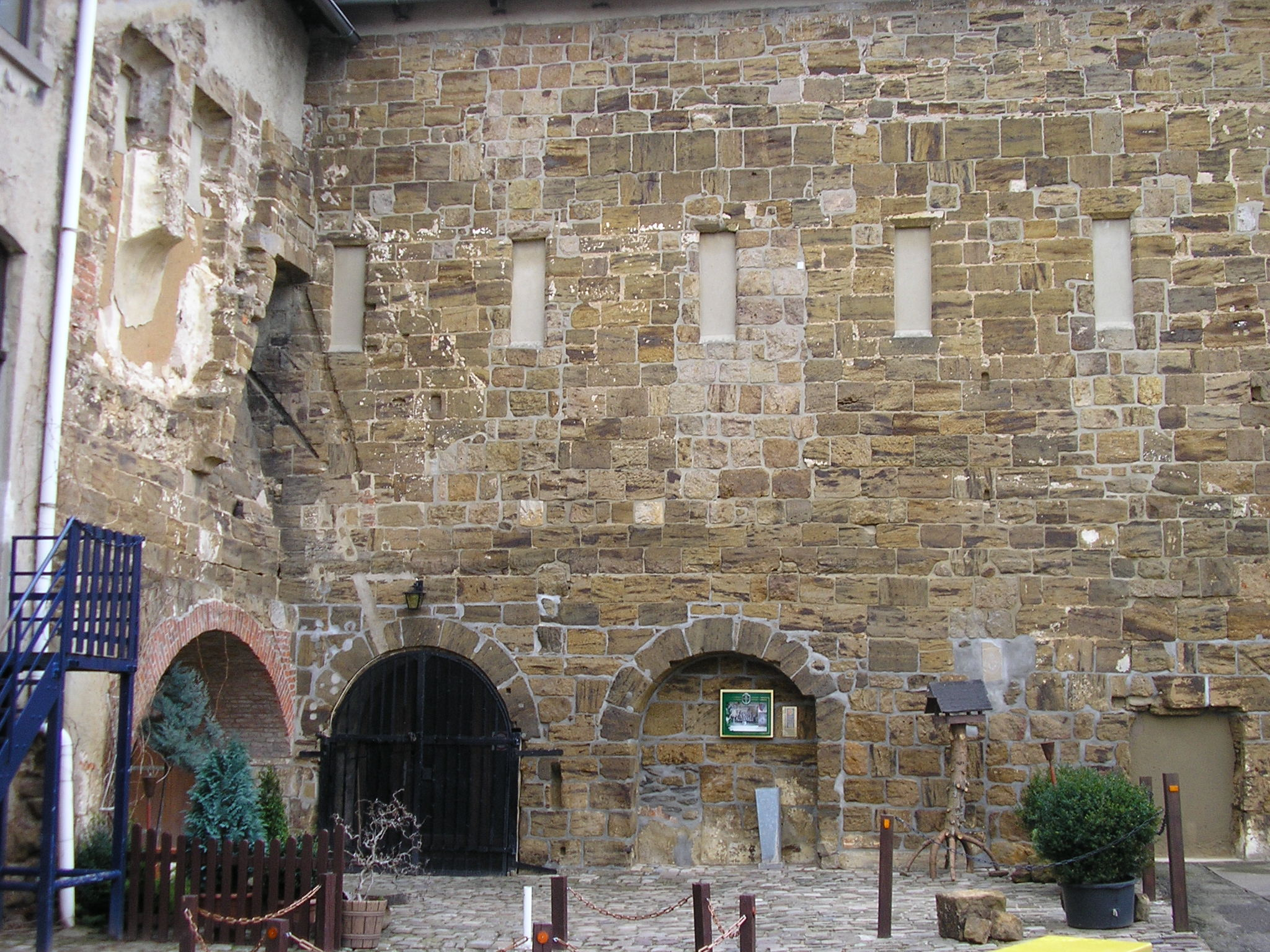
Руины дормитория монастыря Св. Павла в Миндене (кон. XIII в.)

## Биография
Родился около 1300 года в Херфорде в Вестфалии (совр. Северный Рейн-Вестфалия). Вероятно, посещал латинскую школу (ныне Фридрихс-гимназия) при херфордском имперском аббатстве Св. Марии, относившемся к Минденской епархии.
Около 1328 года вступил в Зосте или Лемго в орден доминиканцев, или братьев-проповедников (лат. Ordo fratrum praedicatorum), приняв затем постриг в монастыре Святого Павла в Миндене. В 1340 году представлял провинцию Саксония на генеральном капитуле доминиканского ордена в Милане.
Умер 9 октября 1370 года в доминиканском монастыре Св. Павла в Миндене, где был похоронен.
Просвещённый император Карл IV, по достоинству оценив его труды, спустя семь лет после его кончины посетив Минден, распорядился торжественно перезахоронить его останки перед главным алтарем монастырского собора, заказав роскошную панихиду, на которой присутствовало немало духовных и светских феодалов Нижней Саксонии. После того как в 1777 году бывшая соборная церковь была снесена, его могила была утрачена.

## Сочинения
В доминиканском монастыре Св. Павла в Миндене составил на латыни свой главный труд «Книга достопамятных времён и событий, или Хроника Генриха из Херфорда» (лат. Liber de rebus et temporibus memorabilioribus sive Chronicon Henrici de Herfordia), излагающий события мировой истории от сотворения мира до коронации императора Карла IV в 1355 году, с традиционным делением её на «шесть возрастов», восходящим к Блаженному Августину, Иерониму Стридонскому и Исидору Севильскому.
Подведя в нём итоги работы многих историков прошлого, начиная с Евсевия Кесарийского и Руфина Аквилейского, и кончая своим старшим современником льежским каноником Левольдом фон Нортхофом, автором хроники графства Марк (1358), он также опирается на труды Эйнхарда, Лиутпранда Кремонского, Ламберта Херсфельдского, Сигеберта из Жамблу, Гугона из Флёри, Эккехарда из Ауры, Уильяма Мальмсберийского, Оттона Фрейзингенского, Гельмольда из Босау, Винсента из Бове, Мартина Опавского, Гийома де Нанжи и др.
Последовательно обосновав легитимность верховной власти германских императоров, унаследованной ими от римских владык, он видит идеал правителя в Карле IV (1355—1378). Компилятивная, но обстоятельная хроника Генриха из Херфорда, несмотря на фактологические ошибки, является одним из главных источников по истории Священной Римской империи и германских земель первой половины XIV века, особенно правлению Людвига Баварского (1328—1347) и его борьбе с папством.
Сохранившаяся не менее чем в восьми рукописях XIV—XVII веков, хранящихся в Берлинской государственной библиотеке, Библиотеке герцога Августа в Вольфенбюттеле, библиотеке Хильдесхаймского собора, Университетской и земельной библиотеке Мюнстера и епархиальном архиве Трира, она впервые была издана в 1859 году в Гёттингене под редакцией немецкого историка-медиевиста Августа Потхаста.
Перу Генриха Херфорского принадлежало также немало богословских сочинений, из числа которых до нас дошли лишь два трактата: «Золотая цепь бытия» (лат. Catena aurea entium, или Catena aurea in decem partes distincta), сохранившийся в двух рукописях из Ватиканской апостольской библиотеки и представляющий собой комментированные выдержки из философских и теологических трудов, оформленные в виде вопросов и ответов, и «Прославление непорочного зачатия» (лат. De Conceptione Virginis gloriosae), направленный против еретиков. Упоминаемые им самим в «Золотой цепи» сборник пословиц и работы по риторике и стихосложению считаются утраченными.

## Публикации
- Liber de rebus memorabilioribus sive Chronicon Henrici de Hervordia. Hrsg. von August Potthast. — Gottingae: sumptibus Dieterichianis, 1859. — xxxviii, 327 s.